# إليزابيث بلاكمور
إليزابيث بلاكمور (بالإنجليزية: Elizabeth Blackmore)‏ هي ممثلة أسترالية، ولدت في 6 يناير 1987 ببرث في أستراليا.

## أعمال

### أفلام
- (2013) الشر المميت[4]

## وصلات خارجية
- إليزابيث بلاكمور على موقع IMDb (الإنجليزية)
- إليزابيث بلاكمور على موقع قاعدة بيانات الفيلم (الإنجليزية)
- إليزابيث بلاكمور على موقع كينوبويسك (الروسية)